# Anton Sinapow
Anton Sinapow (ur. 1 września 1993 w Smolanie) – bułgarski biathlonista, uczestnik igrzysk olimpijskich i wielokrotny mistrzostw świata.

## Osiągnięcia

### Igrzyska olimpijskie
| Rok  | Miejscowość | Konkurencje | Konkurencje | Konkurencje | Konkurencje | Konkurencje | Konkurencje | Konkurencje |
| Rok  | Miejscowość | IN          | SP          | PU          | MS          | RL          | MR          | SR          |
| ---- | ----------- | ----------- | ----------- | ----------- | ----------- | ----------- | ----------- | ----------- |
| 2018 | Pjongczang  | 71.         | 56.         | 60.         | –           | 16.         | –           | nd.         |
| 2022 | Pekin       | 85.         | 56.         | 55.         | –           | 18.         | –           | nd.         |

### Mistrzostwa świata
| Rok  | Miejscowość | Konkurencje | Konkurencje | Konkurencje | Konkurencje | Konkurencje | Konkurencje | Konkurencje |
| Rok  | Miejscowość | IN          | SP          | PU          | MS          | RL          | MR          | SR          |
| ---- | ----------- | ----------- | ----------- | ----------- | ----------- | ----------- | ----------- | ----------- |
| 2015 | Kontiolahti | –           | 76.         | –           | –           | –           | –           | nd.         |
| 2016 | Oslo        | –           | 65.         | –           | –           | 13.         | –           | nd.         |
| 2017 | Hochfilzen  | 39.         | 11.         | DNF         | –           | 9.          | –           | nd.         |
| 2019 | Östersund   | dnf.        | 72.         | –           | –           | 9.          | –           | 19.         |
| 2020 | Anterselva  | 69.         | 79.         | –           | –           | 11.         | –           | 25.         |
| 2021 | Pokljuka    | 59.         | 71.         | –           | –           | 16.         | –           | –           |
| 2023 | Oberhof     | 29.         | 79.         | –           | –           | –           | –           | 20.         |
| 2024 | Nové Město  | 77.         | 76.         | –           | –           | 18.         | –           | –           |
| 2025 | Lenzerheide | –           | 82.         | –           | –           | –           | –           | –           |

### Mistrzostwa świata juniorów
| Rok  | Miejscowość  | Konkurencje | Konkurencje | Konkurencje | Konkurencje | Konkurencje | Konkurencje | Konkurencje |
| Rok  | Miejscowość  | IN          | SP          | PU          | MS          | RL          | MR          | SR          |
| ---- | ------------ | ----------- | ----------- | ----------- | ----------- | ----------- | ----------- | ----------- |
| 2013 | Obertilliach | 20.         | 42.         | 45.         | –           | –           | –           | nd.         |
| 2014 | Presque Isle | 22.         | 10.         | 9.          | –           | –           | –           | nd.         |

### Mistrzostwa Europy
| Rok  | Miejscowość          | Konkurencje | Konkurencje | Konkurencje | Konkurencje | Konkurencje | Konkurencje | Konkurencje |
| Rok  | Miejscowość          | IN          | SP          | PU          | MS          | RL          | MR          | SR          |
| ---- | -------------------- | ----------- | ----------- | ----------- | ----------- | ----------- | ----------- | ----------- |
| 2012 | Osrblie              | DNS         | 33.         | 26.         | –           | –           | 7.          | nd.         |
| 2013 | Bansko               | 30.         | 22.         | 34.         | –           | –           | 4.          | nd.         |
| 2014 | Nové Město na Moravě | 4.          | 11.         | 7.          | –           | –           | –           | nd.         |
| 2015 | Otepää               | –           | 72.         | –           | –           | –           | –           | nd.         |
| 2016 | Tiumeń               | –           | DNS         | 30.         | –           | –           | 10.         | ?.          |
| 2017 | Duszniki-Zdrój       | 59.         | 56.         | 41.         | –           | –           | –           | ?.          |
| 2018 | Ridnaun              | 10.         | 55.         | DNS         | –           | –           | 15.         | ?.          |

### Puchar Świata

#### Miejsca w klasyfikacji generalnej
| Sezon     | Miejsce           |
| --------- | ----------------- |
| 2013/2014 | -                 |
| 2014/2015 | -                 |
| 2015/2016 | 71.               |
| 2016/2017 | 70.               |
| 2017/2018 | 92.               |
| 2018/2019 | 75.               |
| 2019/2020 | niesklasyfikowany |
| 2020/2021 | 100.              |
| 2021/2022 | niesklasyfikowany |
| 2022/2023 | niesklasyfikowany |
| 2023/2024 | niesklasyfikowany |
| 2024/2025 | niesklasyfikowany |